# Юхим Фіштейн
Юхим Фіштейн (чеськ. Jefim Fištejn, народився 23 грудня 1946, Київ, УРСР, Радянський Союз) — чеський оглядач, есеїст і сценарист українського та єврейського походження. Він відомий своєю багаторічною редакторською роботою на Радіо Свобода. Також протягом двох років він обіймав посаду головного редактора Лідове новіни. У листопаді 2023 року він став членом Ради чеського телебачення.

## Життєпис
Юхим Фіштейн народився 1946 року в єврейській родині в Києві, Україна, яка тоді входила до складу Радянського Союзу. У 1964—1969 роках навчався на факультеті журналістики Московського університету імені Ломоносова.
З 1969 по 1980 рік жив у Празі, де працював перекладачем. Після підписання Хартії 77 він зазнав переслідувань і 1980 року був змушений емігрувати до Відня. З 1981 по 1996 рік працював політичним оглядачем на радіостанції Радіо Свобода, де переважно спеціалізувався на регіоні Центральної та Східної Європи (редакції слов'янською та балтійською мовами). В останні роки своєї діяльності на радіо він обіймав посаду заступника програмного директора.
У 1996 і 1997 роках він був головним редактором Лідове новіни. Згодом він повернувся до редакції Радіо Вільна Європа/Радіо Європа як політичний оглядач. Згодом знову працював у редакції заступником програмного директора.
З 1990-х років працює стороннім співробітником радіостанції Český rozhlas 2 — Прага. Він також працював радником колишнього президента Сенату Лібуші Бенешової. Наприкінці червня 2009 року, коли, серед іншого, він працював коментатором на комерційному каналі новин Z1, він став радником прем'єр-міністра чеського уряду Яна Фішера.
Юхим є автором численних політичних статей, коментарів і культурологічних есе у чеській, російській, німецькій та англійській пресі, а також є автором кількох книг і сценаріїв для документальних фільмів. У 1995 році став лауреатом премії «Срібний перепел» Фонду чеського літературного фонду.
29 листопада 2023 року Сенат Чехії обрав його членом Ради чеського телебачення в першому ж турі виборів. Він отримав 42 голоси з 78 присутніх сенаторів.

## Про Фіштейна
У 1996 році відбулася прем'єра документального фільму режисерки Ірени Павласкової під назвою «Юфім Фіштейн — головний редактор найтрадиційнішої чеської газети», який був присвячений роботі Фіштейна на Радіо Свобода.

## Суперечка
У 2005 році британські газети критикували Фіштейна за захист ЦРУ. Фіштейн поставив під сумнів той факт, що ЦРУ керує пересувними камерами тортур на території Європи.

## Україна
Юхим Фіштейн є дописувачем українських медіа, зокрема Главкому, Радіо Свобода, Обозреватель.

## Доробок

### Тексти
- Невизначеність цінностей як джерело кризи публічного права. Текст зі збірки доповідей семінару «Державна служба в громадських медіа», який відбувся 8 листопада 2002 року та 9 листопада 2002 року в Чеському Крумлові.
- Вічний єврей і вічний юдеофоб. Коментар до конференції «Антисемітизм у посттоталітарній Європі», що відбулася в Празі в 1992 р.

### Сценарії
- Еліксир життя. Музичний. 2005.

### Переклади
- Bel'kovič — Vsevolod — Michajlovič: Přítel delfín. Z rus. orig. Naš drug — delfin přel. Jefim a Věra Fištejnovi. Doslov. Vratislav Mazák. Praha: Orbis, 1975.

### Стилістика та редакторська робота
- Bílá, Lucie: Posílám to dál. Autobiografické vzpomínky. Literární zpracování Jefim Fištejn. Hovorčovice: Došel karamel, 2020. ISBN 978-80-907765-0-0.
- Bílá, Lucie: Jen krátká návštěva potěší. Autobiografické vzpomínky. Literární zpracování Jefim Fištejn. V Řitce: Daranus, 2007. ISBN 978-80-86983-13-4
- Bílá, Lucie: Teď už to vím: možné je všechno. Autobiografie. Literární spolupráce Jefim Fištejn. [Praha]: Knihcentrum, 1998. ISBN 80-86054-59-4.
- Bílá, Lucie: Teď už to vím: možné je všechno. Autobiografie. Literární spolupráce Jefim Fištejn. Druhé vydání. [Praha]: Knihcentrum, 1999. ISBN 80-86054-79-9.